# Draco iskandari
Draco iskandari là một loài thằn lằn trong họ Agamidae. Loài này được Mcguire & Brown, Mumpuni, Riyanto & Andayani mô tả khoa học đầu tiên năm 2007.